# Abigail Breslin

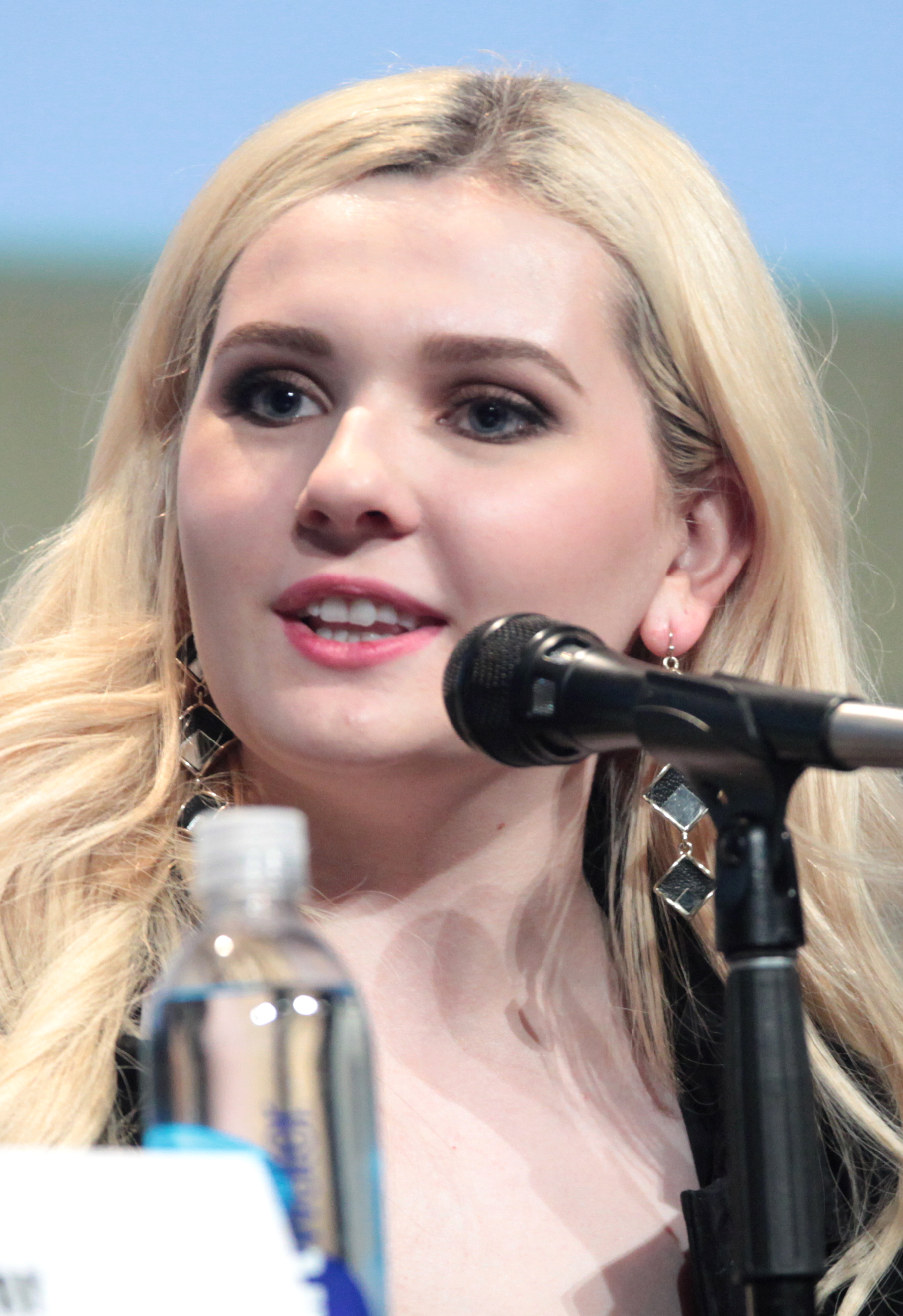
Abigail Breslin auf der Comic-Con (2015)

Abigail Kathleen Breslin (* 14. April 1996 in New York City, New York) ist eine US-amerikanische Schauspielerin und Musikerin. 2007 wurde sie im Alter von zehn Jahren für den Oscar als Beste Nebendarstellerin nominiert. Sie ist damit eine der jüngsten Schauspielerinnen, die für einen Oscar nominiert wurden.

## Karriere

### Werdegang als Schauspielerin
Abigail Breslin stand bereits mit drei Jahren für Werbespots, darunter für Toys “R” Us, vor der Kamera, ehe sie 2002 in M. Night Shyamalans Mystery-Drama Signs – Zeichen als Filmtochter Mel Gibsons ihr Filmdebüt gab und für einen Young Artist Award nominiert wurde. Daraufhin folgten weitere Engagements in Garry Marshalls Liebe auf Umwegen und Plötzlich Prinzessin 2 (beide 2004), die sie trotz der Hauptrolle in dem Independent-Drama Keane (2004) auf das Komödien-Genre festlegten. Den großen Durchbruch feierte Breslin 2006 neben Greg Kinnear, Alan Arkin, Toni Collette und Steve Carell in dem erfolgreichen Independentfilm Little Miss Sunshine. Die Komödie, in der eine Familie nach Kalifornien reist, um ihre jüngste Tochter an einem Schönheitswettbewerb für Kinder teilnehmen zu lassen, hatte in den USA bei Kritikern und Publikum Erfolg. Breslin gewann für ihre Darstellung der enthusiastischen, siebenjährigen Olive unter anderem die Darstellerpreise des Tokyo International Film Festivals und der Online Film Critics Society Awards und war bei der Oscarverleihung 2007 in der Kategorie Beste Nebendarstellerin nominiert. Damit ist sie mit 10 Jahren und 317 Tagen nach Justin Henry (Kramer gegen Kramer), Jackie Cooper (Skippy), der siegreichen Tatum O’Neal (Paper Moon), Mary Badham (Wer die Nachtigall stört) und Quinn Cummings (Der Untermieter) die sechstjüngste Schauspielerin, die für einen regulären Darstellerpreis nominiert wurde. Im März 2013 war sie neben Halle Berry in Brad Andersons Thriller The Call – Leg nicht auf! zu sehen. Im Jahr 2014 wurde sie für Rollen in den Filmen Wicked Blood und Perfect Sisters engagiert. 2015 war sie neben Arnold Schwarzenegger im Horrordrama Maggie zu sehen.
2018 wurde sie in die Academy of Motion Picture Arts and Sciences aufgenommen, die jährlich die Oscars vergibt.
Im deutschsprachigen Raum wird Abigail Breslin überwiegend von Friedel Morgenstern synchronisiert.

### Werdegang als Musikerin
Am 11. Oktober 2011 veröffentlichte Nettwerk Productions den Soundtrack zum US-amerikanischen Drama-Film Jeanie Jones, in dem Breslin die Hauptrolle verkörpert. Dieser wurde vollständig von ihr und Alessandro Nivola eingesungen. Der Song Fight For Me wurde daraus als Single ausgekoppelt. Zwischen 2013 und 2014 veröffentlichte sie die Lieder Christmas In New York und You Suck als Single.
Im Frühjahr 2015 gab Breslin bekannt gemeinsam mit Launch Records die Veröffentlichung ihres Debüt-Studioalbums The World Now zu planen. Angesetzt war das Release für den 15. Juni 2015, jedoch konnte der Termin nicht eingehalten werden und wurde vorerst auf Eis gelegt. Hingegen war sie mehrmals Teil von verschiedenen Soundtracks.
Am 26. Dezember 2017 veröffentlichten das belgische DJ-Duo Dimitri Vegas & Like Mike gemeinsam mit Steve Aoki das Lied We Are Legend, zu dem Breslin den Gesang beisteuerte. Die Premiere des Liedes erfolgte im Jahr 2013 als Instrumental-Version. Mit ihrem Gesang war der Song erstmals im Herbst des Jahres 2017 zu hören.

## Privatleben
Abigail Breslin ist die Schwester von Spencer Breslin, der ebenfalls Schauspieler ist, und mit dem sie mehrmals gemeinsam vor der Kamera stand (unter anderem Liebe auf Umwegen und Plötzlich Prinzessin 2). Sie engagiert sich neben ihren zahlreichen Film- und Fernsehrollen für karitative Projekte, so auch für Kids with a Cause.
Seit dem 28. Januar 2023 ist sie mit ihrem langjährigen Lebensgefährten Ira Kunyansky verheiratet.

## Filmografie (Auswahl)

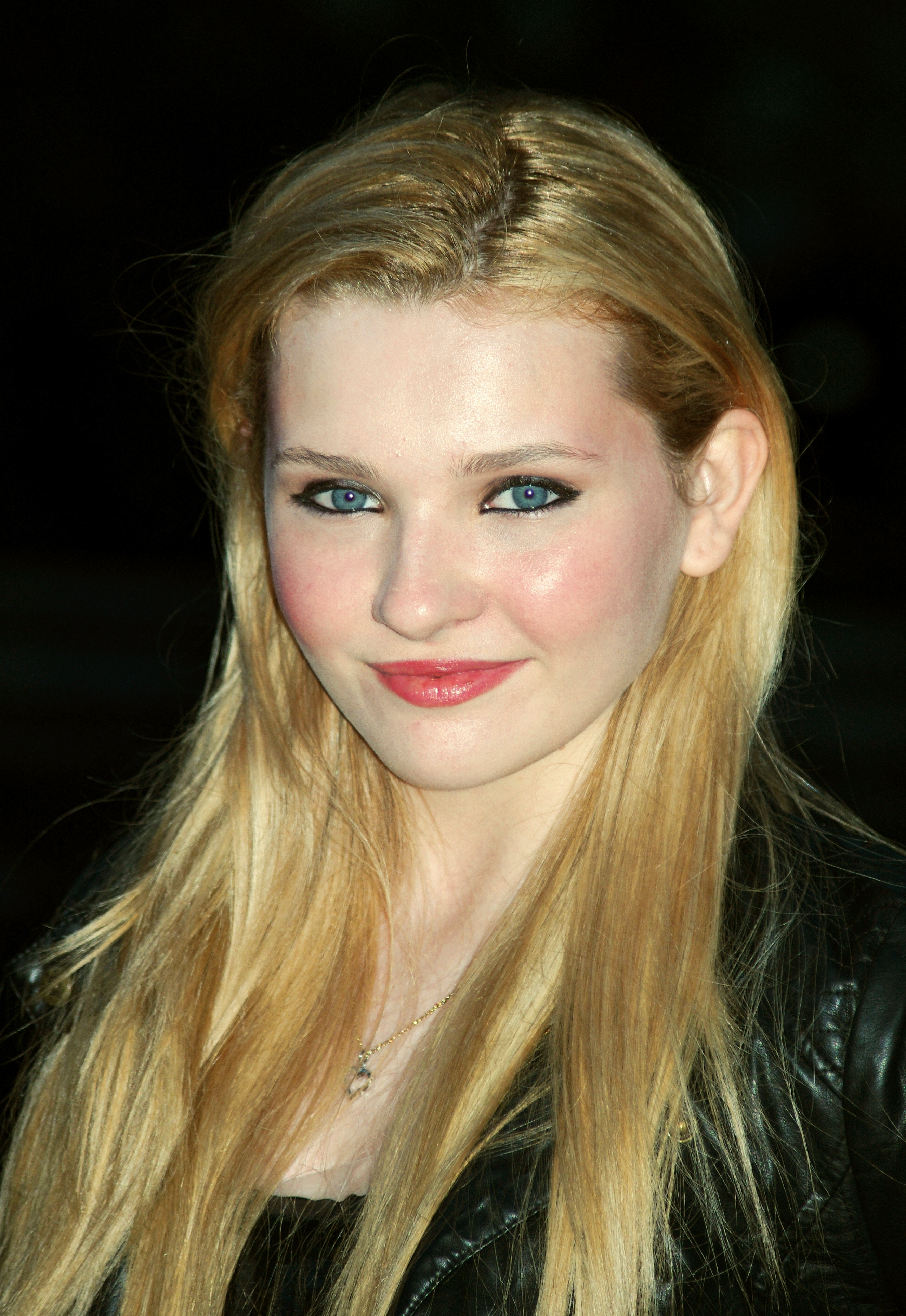
Abigail Breslin auf der Tribeca Film Festival Vanity Fair Party, 2011

### Filme
- 2002: Signs – Zeichen (Signs)
- 2003: Signs: Deleted Scenes (Kurzfilm)
- 2004: Liebe auf Umwegen (Raising Helen)
- 2004: Plötzlich Prinzessin 2 (The Princess Diaries 2: Royal Engagement)
- 2004: Keane
- 2004: Chestnut – Der Held vom Central Park (Chestnut: Hero of Central Park)
- 2005: The Family Plan (Fernsehfilm)
- 2006: Little Miss Sunshine
- 2007: Das ultimative Geschenk (The Ultimate Gift)
- 2006: Santa Clause 3 – Eine frostige Bescherung (The Santa Clause 3: The Escape Clause)
- 2006: Air Buddies – Die Welpen sind los (Air Buddies, Stimme)
- 2007: Rezept zum Verlieben (No Reservations)
- 2007: Vanty Fair: Killers kill, Dead Men Die (Kurzfilm)
- 2008: Vielleicht, vielleicht auch nicht (Definitely, Maybe)
- 2008: Die Insel der Abenteuer (Nim’s Island)
- 2008: Kit Kittredge: An American Girl
- 2009: Beim Leben meiner Schwester (My Sister’s Keeper)
- 2009: Zombieland
- 2010: Quantum Quest: A Cassini Space Odyssey
- 2010: Janie Jones
- 2011: Rango (Stimme)
- 2011: Happy New Year (New Year’s Eve)
- 2012: Zambezia (Stimme)
- 2013: Haunter – Jenseits des Todes (Haunter)
- 2013: The Call – Leg nicht auf! (The Call)
- 2013: Im August in Osage County (August: Osage County)
- 2013: Abigail Breslin: Christmas in New York (Musikvideo)
- 2013: Ender’s Game – Das große Spiel (Ender’s Game)
- 2014: Perfect Sisters
- 2014: Abigail Breslin: You Suck (Musikvideo)
- 2014: Wicked Blood
- 2015: Final Girl
- 2015: Maggie
- 2016: Fear, Inc.
- 2017: Freak Show
- 2017: Dirty Dancing (Fernsehfilm)
- 2017: Yamasong: March of the Hollows
- 2019: Zombieland: Doppelt hält besser (Zombieland: Double Tap)
- 2021: Stillwater – Gegen jeden Verdacht (Stillwater)
- 2022: Slayers
- 2022: Canyon Del Muerto
- 2023: Miranda’s Victim
- 2024: Geheimsache Malta (Classified)

### Fernsehserien
- 2002: Straßen von Philadelphia (Domestic Disturbance, Folge 1x03)
- 2002: Hallo Holly (What I Like About You, Folge 1x04)
- 2002: Hack – Die Straßen von Philadelphia (Hack, Folge 1x03)
- 2004: Law & Order: Special Victims Unit (Folge 6x01)
- 2004: Navy CIS (NCIS, Folge 2x01)
- 2006: Ghost Whisperer – Stimmen aus dem Jenseits (Ghost Whisperer, Folge 1x15)
- 2006: Grey’s Anatomy (Folge 3x03)
- 2015–2016: Scream Queens (23 Folgen)
- 2022: The Cannibal’s
- 2023: Accused (Folge 1x10)

## Videospiele
- 2019: Zombieland: Double Tap – Road Trip (Little Rock Synchronisation)
- 2021: Zombieland VR: Headshot Fever (Little Rock Synchronisation)

## Auszeichnungen
Oscar
- 2007: Nominierung als Beste Nebendarstellerin für Little Miss Sunshine

Young Artist Award
- 2003: Nominierung als Beste Nachwuchsdarstellerin in einem Spielfilm für Signs – Zeichen
- 2009: Nominierung als Beste Junge Hauptdarstellerin – Spielfilm für Rezept zum Verlieben
- 2009: Nominierung als Beste Junge Hauptdarstellerin – Spielfilm für Kit Kittredge: An American Girl
- 2010: Auszeichnung als Beste Junge Hauptdarstellerin in einem Spielfilm für Beim Leben meiner Schwester
- 2012: Nominierung als Beste Leistung in einer Voice-Over-Rolle als junge Schauspielerin für Rango

British Academy Film Award
- 2007: Nominierung als Beste Schauspielerin in einer Nebenrolle für Little Miss Sunshine

Critics Choice Movie Award
- 2007: Auszeichnung als Beste Nachwuchsschauspielerin für Little Miss Sushine

Empire Award
- 2007: Nominierung als Beste Newcomerin für Little Miss Sunshine

Teen Choice Award
- 2008: Nominierung als Filmschauspielerin: Action Adventure für Die Insel der Abenteuer

Phoenix Film Critics Society
- 2003: Nominierung als Beste Jugendleistung – Weiblich für Signs – Zeichen

## Diskografie

### Album
- 2015: The World Now

### Singles
- 2011: Fight For Me
- 2013: Christmas In New York
- 2014: You Suck
- 2017: We Are Legend (mit Dimitri Vegas & Like Mike vs. Steve Aoki)